# Neuchlbach
Der Neuchlbach ist ein rund 0,6 Kilometer langer, rechter Nebenfluss der Kainach in der Steiermark.

## Verlauf
Der Neuchlbach entsteht im nördlichen Teil der Gemeinde Kainach bei Voitsberg, im Westen der Katastralgemeinde Gallmannsegg und nordwestlich der Ortschaft Gallmannsegg an einem Hang westlich der Kainach. Er fließt in einem flachen Linksbogen insgesamt nach Nordosten. Nordnordwestlich von Gallmannsegg mündet er in die Kainach, die danach geradeaus weiterfließt. Auf seinen Lauf nimmt der Neuchlbach keine anderen Wasserläufe auf.